# Formule asymptotique d'Higman-Sims
En théorie des groupes, la formule asymptotique d'Higman-Sims donne une estimation asymptotique du nombre de groupes dont l'ordre est la puissance d'un nombre premier.

## Énoncé
Soit p un nombre premier (fixé). Définissons f(n,p) comme le nombre de classes d'isomorphisme des groupes d'ordre pn. Alors
{\displaystyle f(n,p)=p^{{\frac {2}{27}}n^{3}+{\mathcal {O}}(n^{8/3})}}
Ici , la notation grand-O est à comprendre par rapport à n,  pas par rapport à p (bien que la constante derrière la notation grand-O peut dépendre de p).